# Sukui nage
Sukui nage (掬い投?) es un derribo de judo, contenido en las 40 proyecciones desarrolladas por Jigoro Kano. Pertenece al cuarto grupo, yonkyo, y es clasificada como técnica de mano o te-waza.

Sukui nage.

De acuerdo con las reglas de competición del judo entradas en vigor el 9 de febrero de 2013, esta técnica está prohibida debido a la norma de no agarrar las piernas del oponente.

## Ejecución
El atacante (tori) se sitúa al lado del oponente (uke) mirando en la misma dirección y, con una inclinación del cuerpo, apresa la cintura del oponente con un brazo y una pierna con otro. Desde esa posición, el usuario se pone en pie tirando de la pierna mientras empuja su cuerpo hacia atrás y derriba al rival sobre el piso.